# ひろしま百景
ひろしま百景（ひろしま ひゃっけい）は、テレビ新広島（TSS）で毎週火曜日20:54 - 21:00（JST）に放送されているミニ番組である。

## 概要
内容は主に広島県内の季節の風景や、地域の祭りなど広島の風光明媚な情景を紹介している。
ナレーションはなく、テロップとBGMのみで、音楽は広島交響楽団演奏の曲が使われている。
広島での地上デジタル放送開始前から、取材、編集、送出までがすべてHDで制作されていて、地デジ開始当初からハイビジョン放送に完全対応している。
なお撮影された映像はTSSプロダクションのHDアーカイブスに保存されている。